# Самсонов, Артём Анатольевич
Артём Анато́льевич Самсо́нов (род. 15 сентября 1974, Владивосток) — российский политик и общественный деятель, первый секретарь Владивостокского отделения КПРФ (2016—2022), депутат Законодательного Собрания Приморского края.

## Биография
Родился 15 сентября 1974 года в городе Владивостоке. Отец — Самсонов Анатолий Иванович, профессор, доктор технических наук.
Учился в школе № 28 г. Владивостока. Был секретарём школьной комсомольской организации. В 1996 году окончил Дальневосточный государственный технический университет по специальности «прикладная математика», получил диплом инженера-математика.
С 1993 по 1995 год работал учителем информатики в УПК Ленинского района г. Владивостока.
С 1995 года занимался разработкой программного обеспечения для обслуживания расчётных пластиковых карт. Работал в ООО «Сфера-кард» — программистом, в АКБ Первый приморский коммерческий банк — ведущим экономистом, в ООО «Авто-Карт» — техническим директором.
В 2000 году основал компанию «Пионер», которая занимается автоматизацией деятельности предприятий на базе системы программ 1С. Являясь разработчиком лицензионного программного обеспечения, занимался защитой и отстаиванием авторских и смежных прав, является учредителем антипиратского общества Приморского края.
В январе 2009 года вступил в КПРФ. В сентябре 2011 года выдвинут XIV съездом КПРФ кандидатом в депутаты в Государственную Думу шестого созыва. 4 декабря 2011 года избран депутатом Законодательного собрания Приморского края по 3-му одномандатному избирательному округу. 10 апреля 2016 года избран первым секретарём Владивостокского местного отделения КПРФ.

## Общественная деятельность
Организовывал и принимал активное участие во многих протестных акциях.
Принимал активное участие в акциях автомобилистов в защиту правого руля 19 мая 2005 года, 22 ноября 2008 года, 14 декабря 2008 года, а 20 декабря 2008 года был задержан и осуждён, как и многие другие в тот день, по двум статьям — за неповиновение сотрудникам милиции и нарушение порядка проведения публичных мероприятий.
20 июня выступил с протестом против Техрегламента, поставив на открытой площадке сказку про ВАЗ (Волокушечный Агромадный Завод).
8 сентября 2009 в рамках всероссийской акции протеста организовал митинг в поддержку всероссийского движения «Российским детям — доступное дошкольное образование».
17 ноября 2009 года подарил мэру Владивостока И. С. Пушкарёву лопату, с намёком на плохую уборку улиц.
С 17 по 24 декабря, после того как на 10 суток за отказ отдать милиционерам флаг был арестован его брат Александр Самсонов, вместе с депутатом Думы Владивостока Анатолием Долгачёвым принял участие в голодовке.
20 марта 2010 года организовывал и вёл крупнейший митинг против партии «Единая Россия».
31 марта 2010 года был избит и задержан милицией за участие в мероприятии в рамках «Стратегии-31». Действия милиции были обжалованы в Европейский суд по правам человека.
В сентябре—октябре 2010 года, являясь руководителем избирательного штаба, привёл к победе кандидата в депутаты Думы Владивостока Олега Николаевича Вельгодского.
В конце 2010 года Артём Самсонов выступил против смены часового пояса в Приморском крае и приближения края на час к Москве. Он стал организатором митинга 18 декабря на Центральной площади Владивостока
В результате активной протестной деятельности часовой пояс в Приморском крае не сдвинули.
31 марта 2011 года, обратясь к сотрудникам милиции, прочитал на митинге рубаи Омара Хаяма «Лучше впасть в нищету, голодать или красть, Чем в число блюдолизов презренных попасть. Лучше кости глодать, чем прельститься сластями За столом у мерзавцев, имеющих власть». За что подвергся милицейскому преследованию.
1 мая 2012 года вышел на митинг, организованный КПРФ, на котором также присутствовали члены ВКП(б), Анархистов, РОТ ФРОНТ и «Другая Россия».
16 августа 2012 года в заливе Петра Великого спас жизнь тонущему ребёнку.

## Уголовное дело (2021)
В ноябре 2021 года Самсонова задержали во Владивостоке по подозрению в совершении «иных действий сексуального характера в отношении лица, не достигшего 14-летнего возраста» (пункт «б» части 4 статьи 132 УК РФ, статья предусматривает от 12 до 20 лет лишения свободы). По версии Следственного комитета, Самсонов на базе отдыха при общении с 11-летним мальчиком показывал ему «предмет интимного характера» (предположительно фаллоимитатор) и рассказывал о его предназначении.
Самсонов назвал уголовное дело «надуманным» и связал его со своей политической деятельностью. По его мнению, таким образом власть стремилась помешать победе коммунистов на выборах в городскую думу Владивостока в 2022 году.
20.09.2022 года Советский районный суд Владивостока приговорил Самсонова к 13 годам колонии строгого режима по делу о растлении ребёнка.
27.02.2023 года Приморский краевой суд отменил приговор Советского районного суда, вернул дело на новое рассмотрение со стадии подготовки к судебному заседанию в тот же суд иному составу суда и изменил Артёму Самсонову меру пресечения на домашний арест.
7.04.2023 года Прокуратура обжаловала решение Приморского краевого суда об отмене приговора Артёму Самсонову.
14.06.2023 года Приморский краевой суд на апелляционном рассмотрении не нашёл оснований для смягчения приговора. Приговор 13 лет колонии оставили в силе.
24.08.2023 года правозащитный проект «Поддержка политзаключённых. Мемориал» выпустил официальное заявление:
Правозащитный проект «Поддержка политзаключённых. Мемориал», руководствуясь международными критериями, считает Артёма Самсонова политическим заключённым. Его преследуют по статье о насильственных действия сексуального характера в отношении несовершеннолетнего из-за того, что он якобы говорил о сексе и демонстрировал фаллоимитатор в присутствии 11-летнего мальчика. Мы считаем, что преследование Самсонова нарушает право на справедливый суд и обусловлено его активной политической деятельностью. Мы требуем отмены вынесенного приговора и пересмотра дела с соблюдением всех стандартов правосудия и учётом доводов защиты.
25.09.2024 года Артём Самсонов подал в Ленинский районный суд Владивостока заявление о признании его жертвой политических репрессий. Как сообщает пресс-служба фракции КПРФ в Государственной Думе, это случилось впервые в юридической практике в новейшей истории России. .